# Psychotria subcapitata
Psychotria subcapitata är en måreväxtart som beskrevs av Cornelis Eliza Bertus Bremekamp. Psychotria subcapitata ingår i släktet Psychotria och familjen måreväxter. Inga underarter finns listade i Catalogue of Life.